# Джалаиры

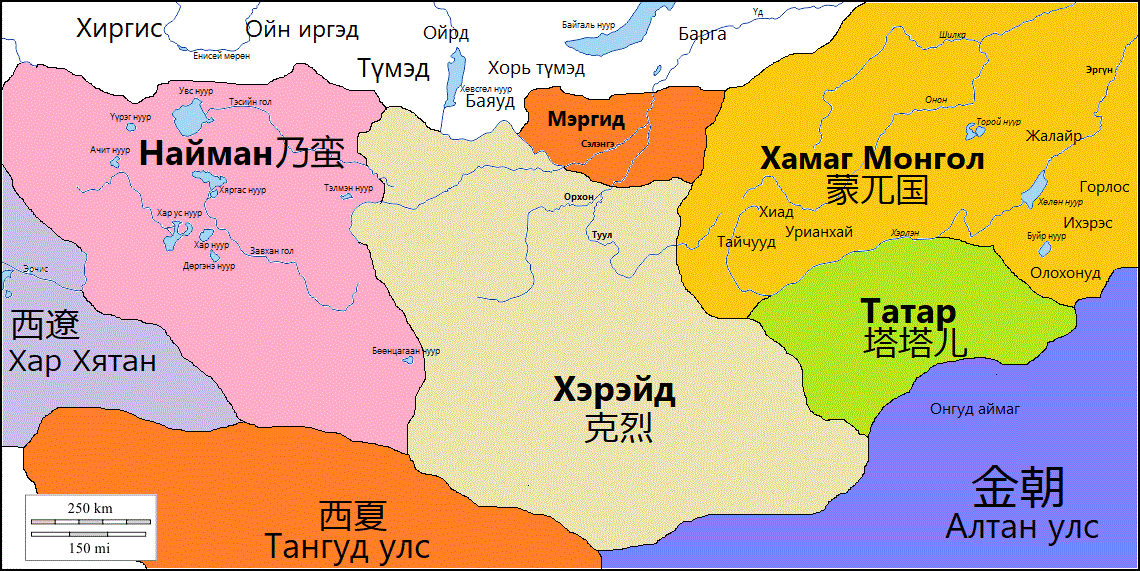
Джалаиры в составе государства Хамаг Монгол

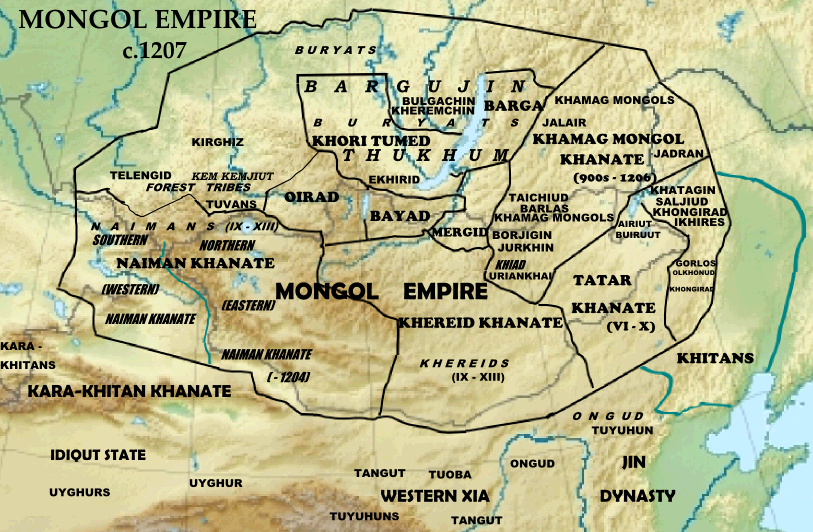
Монгольская империя в 1207 г.

Джалаиры, джалайты (монг. Жалайр, Жалайд) — монгольское или тюрко-монгольское племя, обитавшее на берегах Онона (Забайкальский край) в XII веке и вошедшее в состав монгольского, бурятского, казахского, каракалпакского, узбекского, башкирского и хазарейского народов.

## Происхождение
В литературе джалаиры могут упоминаться как «жалаиры», реже — «чжалаиры». В. В. Бартольд этноним джалаир относил к числу названий «родов первоначально монгольского происхождения». Как писал И. П. Петрушевский, с большой долей вероятности можно утверждать, что джалаиры XIII в. входили в число монголоязычных племён.
По свидетельству монгольского историка Санан-Сесена, «джалаиры происходят из многочисленной и сильной группы монголов, известных под именем Еке-монгол (великие монголы)». Термин Великие монголы (Йека-Монгал у Плано Карпини) применялся к племенам Трёхречья (истоков Онона, Керулена и Толы), где сформировалась дарлекино-нирунская общность во главе с борджигинами.
По мнению историка Ю. А. Зуева, проанализировавшего легенды джалаиров, записанных Рашид ад-Дином, первоначально джалаиры обитали в Каракоруме, гористой местности в верховьях Орхона, впадающего в Селенгу, где в VIII—IX вв. находились земли йаглакар-уйгуров, и происхождение джалаиров связывалось с историей уйгуров. K концу ХII в. в состав джалаиров входило десять племён. Он приходит к выводу о том, что этническая номенклатура ранних джалаиров указывает на неоднородность их состава: наряду с явно тюркскими единицами в нём к XII в. существовали и осколки племён иного происхождения, по А. Ш. Кадырбаеву, скорее всего монголоязычного.
Русский востоковед и этнограф Н. А. Аристов на основе анализа родовых названий племени джалаир пришёл к заключению о его смешанном тюрко-монгольском происхождении. Он считал джалаиров очень древним племенем на том основании, что в него входят роды и подроды, многие из которых известны очень давно.
По мнению С. А. Аманжолова, существование среди джалаиров многочисленных родов древнетюркских племён, известных ещё до Чингис-хана, и поразительная смешанность их состава с другими племенами Большой орды свидетельствуют, что джалаиры действительно являлись тюркоязычными до монгольского нашествия.
Согласно исторической летописи Джами ат-таварих (XIV век), составленной Рашид ад-Дином, джалаиры принадлежали к монголам-дарлекин («монголам вообще») в отличие от монголов-нирун (собственно монголов); они стали причисляться к монголам уже после создания Монгольского государства. «Их внешний облик и язык похожи на внешность и язык монголов». Джалаиры подразделялись на десять ветвей — джат, тукараун, кунксаут, кумсаут, уят, нилкан, куркин, тулангит (дуланкит), тури, шанкут — численностью около 70 тысяч семей.

## История

### Джалаиры в составе Монгольской империи

Статуя Мухали на площади Сухэ-Батора, Улан-Батор, Монголия

Начиная с XIII века, джалаиры участвовали в походах армии Монгольской империи, в связи с чем территория их расселения постепенно расширилась от самой Монголии до Центральной Азии.
Из джалаиров происходил Мухали — один из ближайших соратников Чингисхана. Он происходил из ветви джат племени джалаир. Оказался у Тэмуджина вместе с отцом, братом Буха и другими джалаирами, попавшими в плен при разгроме чжуркинцев. В дальнейшем упоминается в Сокровенном сказании наряду с другими нукерами Тэмуджина — Боорчу, Борохулом и Чилауном — как один из четырёх «богатырей-кулюков» или «четырёх героев» (дурбэн кюлюд), которые командовали четырьмя первоначальными отрядами гвардии-кешика.
По сведениям Рашид ад-Дина, племя джалаиров «в давние дни было многочисленно; каждое его ответвление имело эмира и предводителя. В эпоху Чингиз-хана, а также и в настоящее время из [этого племени] было и есть много эмиров в Туране и Иране. Часть их становищ была в местности Онон».
По свидетельству монгольского историка Санан-Сесена: «С самого начала деятельности Чингис хана джалаиры приняли его сторону и участвовали в походах его в Китай, Тибет, Туркестан и Персию».
Согласно казахскому исследователю М. Т. Тынышпаеву, во времена Чингисхана и позднее джалаиры были разделены на четыре группы: первая осталась в Монголии и Китае, вторая была передана детям Джучи и поселилась к востоку от среднего течения реки Чу, третья группа утвердилась в долинах рек Чирчик и Ангрен и стала известна в истории под именем Джалаирской Орды, четвёртая группа ушла с Хулагу в Персию.
При Чингисхане джалаиры обладали привилегированным положением, составляя костяк аппарата управления Монгольской империи.
Виктор Маглинов «Мукали нойон», 2006:

Мукали-гойон был выходцем из джалаиров. Возможно это послужило назначению десятков представителей народа джалаир на высокие военные и государственные посты при Чингис-хане и его детях. Среди них можно назвать темника Бала-нойона, руководившего военными операциями в Индии во время войны с Хорезмшахом, Мункасар-нойона, старейшего и уважаемого судью в период правления Менгу-хана, Курчи-Бугуна, правителя Грузии в улусе Хулагидов и, многих других. Примечательно, что даже великий хан Угедей в детстве воспитывался в семье джалаира Кадана.
После Монгольского завоевания Средней Азии, большая часть джалаиров, не направленная на военные действия за пределами Средней Азии, вошла в Чагатайский улус и была переселена в местность, примыкавшую к городу Ходжент в Средней Азии. Часть их, ушедшие в Иран после падения Государства Хулагуидов создали собственную династию известную в истории как Джалаириды (1340—1410).
Джалаиры, рассеянные по всей Центральной Азии участвовали в этногенезе монгольского, бурятского, казахского, каракалпакского, узбекского и хазарейского народов.

### Джалаиры в Ираке и Иране

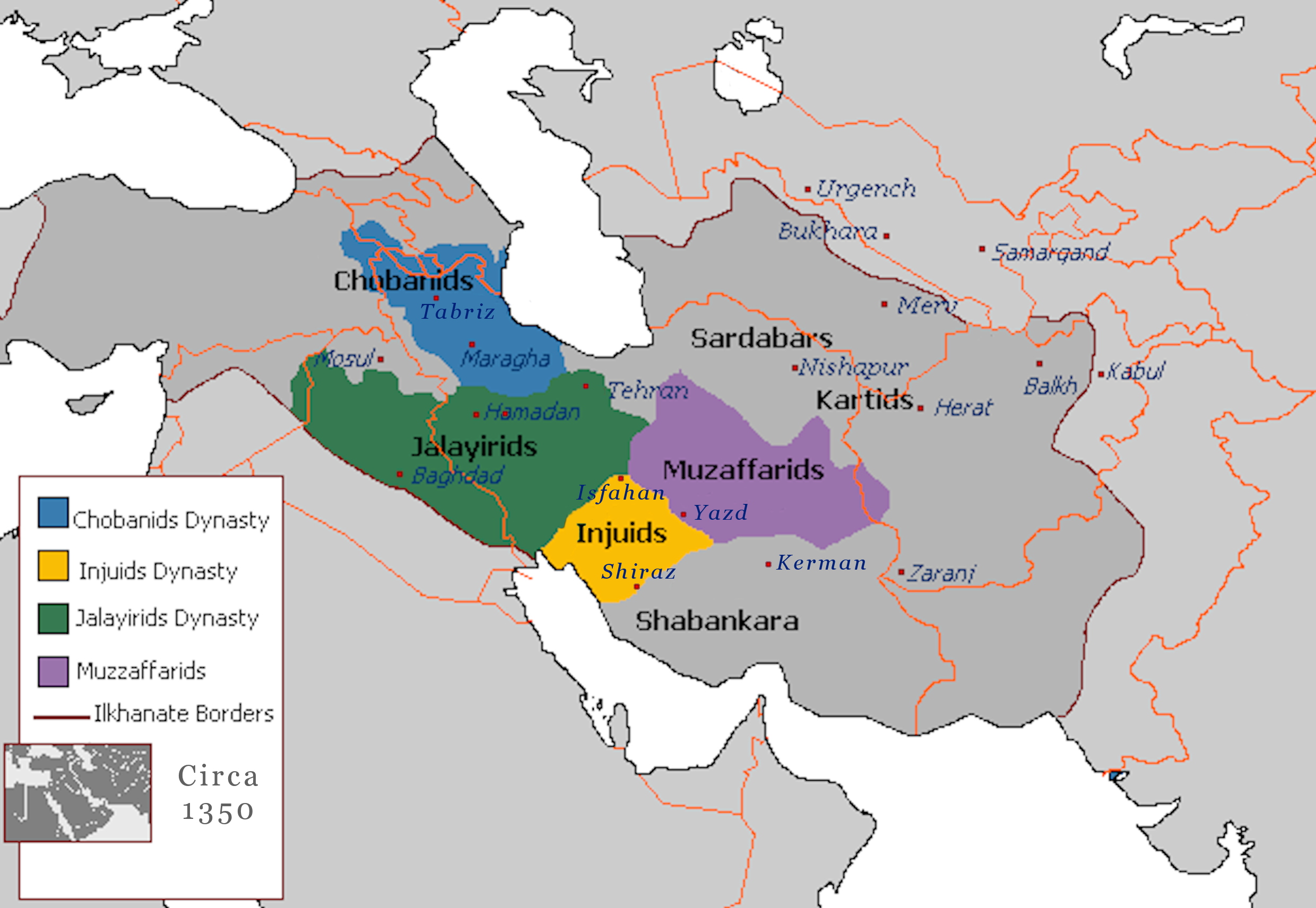
Государство Джалаиридов (зелёным)

Джалаириды — тюркизованная монгольская династия султанов (1340—1410) в Передней Азии. Основателем династии был военачальник (нойон) Илга, служивший ильхану Хулагу (1261—1265). Его сын Акбука был казнён в период борьбы Байду-хана и Гайхату (1295). Сын Акбуки Хусейн стал наместником Хорасана (ум. ок. 1320 г.), были мужьями Олджейтей-хатун, старшей дочери ильхана Аргуна.
Сыном Хусейна был Хасан Бузург (Хасан Большой), правивший от имени подставных ханов-Хулагуидов, а затем провозгласивший себя султаном, утвердившись в Ираке Арабском (1340). Его преемник Шейх Увейс I в 1357 году одержал победу над чобанидом Ахичуком, после чего весь Азербайджан перешёл под власть Джалаиридов. В 1364 году Увайс покорил также Мосул, а в 1368 году совершил завоевание Ширвана.
При Джалаиридах Ирак был массово заселён тюрками, и тюркский язык стал вторым после арабского. Джалаиридский правитель Ахмед Джалаир также является одним из первых азербайджанских поэтов, стоя в одном ряду с Насими, Гасаноглы, Гази Бурханеддином.
Государство Джалаиридов было завоёвано Тимуром, однако после его смерти Джалаириды смогли восстановить свою власть при помощи новой конфедерации Кара-Коюнлу, которая, впрочем, и уничтожила их государство окончательно.

### Джалаиры среди тюркоязычных народов
Придворным историком Сибирского и Касимовского ханов был Кадыр Али-бек б. Хошум-бек Джалаир (1530—1605).
Он служил сибирскому хану Кучуму. Взят русскими в плен. Принят на службу касимовским ханом Ураз-Мухаммедом. В 1602 году написал исторический трактат «Джами ат-таварих» (Сборник летописей). Он содержит сокращённый вариант одноимённого труда Рашид ад-Дина и оригинальную часть из нескольких дастанов. Хроника даёт местную татарско-ногайскую версию событий в Дешт-и-Кипчаке в XV—XVI веках. Татарский текст был издан И. Н. Березиным в 1854 г. — Сборник летописей. Казань, 1854 (Библиотека восточных историков, издаваемая И. Н. Березиным, т. 2, ч. 1) Произведение изучалось М. А. Усмановым (Усманов М. А. Татарские исторические источники XVII—XVIII вв. Казань, 1972.).
По сведениям М. Т. Тынышпаева: «В 1588 году сын Оннан-султана Ураз Мухамед и его приближённый Кадыр-Карачи (Карачи — нечто вроде министра) попали в Сибири в плен русским и отправлены были в Москву. Кадыр составил родословную Ураз-Мухамеда. По-видимому, в это время джалаиры были около Улу-Тау и Кокшетау. Перед погромом 1723 года джалаиры, как это видно из преданий, опять вернулись к р. Чу. Они жили ещё, по-видимому, в Бетпак-дала и пострадали сравнительно меньше. В изгнании джунгар джалаиры приняли деятельное участие, в 1757—58 годах были в низовьях р. Аягуз, откуда они повернули в Копальский уезд, где в настоящее время и проживают».

Новые материалы о казахских аулах в Алтайском крае собрала этим летом историко-этнографическая экспедиция, организованная Павлодарским государственным университетом имени С.Торайгырова и Омским филиалом Академии наук РФ, сообщает корреспондент Казинформа. … От аксакалов исследователи услышали историю аула Бигельды. Местность эта в давние времена называлась Жалаиром, а поселившиеся здесь семьи были из рода старшего жуза Жалаир. Песни, легенды и предания этнографы записали на пленку. Им предстоит систематизировать и изучить собранные материалы, которые станут ещё одной главой в истории казахского народа.
Современный историк Дамир Исхаков выдвигает версию, что в составе Сибирского ханства имелся улус Джалаир. По крайней мере, представитель племени жалайыров Кадыр Али-бек правил Сибирским ханством в 1584—1588 годах в составе триумвирата вместе с тайбугинским князем Сейд Ахмедом и казахским царевичем Ураз-Мухаммедом.
Существует версия, что на территории России, Республика Башкортостан, имеющиеся топонимы — Зилаирский район, село Зилаир, речка Зилаир могут быть обязаны словосочетанию, по-башкирски «йылы» — тёплый и «айыр» — приток, но в то же время могут восходить к имени одного из тюркских племён — Жалаир.
Губогло М. Н., Симченко Ю. Б.:

Практически узбеки, как этнос, сложились уже при Караханидах, но процесс их консолидации продолжался ещё долгое время.
В XII в. массы скотоводов и земледельцев были объединены в государство Хорезмшахов. В это время формируются словарный состав и грамматика узбекского языка. Это и послужило основой для сложения единой материальной и духовной культуры. Ещё один этнический пласт был связан с тюркоязычными племенами, приход которых связан с завоеваниями Чингизидов. Из них известны джалаир, барлос, каучин, орлат и др. В XIV в эти племена расселились на территории монгольского улуса Чагатая, в состав которого и входил Узбекистан.

## Потомки

### Джалаиры среди монголоязычных народов
Джалаиры входят в состав национальности Халха. Помимо этого они входят в состав монголов Внутренней Монголии.
В аймаке Хинган, Внутренней Монголии есть хошун Джалайд, где живут джалаиры (джалайты), составляющие одну из этнических групп южных монголов.
В состав дауров Китая входит род жаалр, потомки джалаиров.
Джалаирские роды встречаются в составе этнических групп бурят: среди селенгинских бурят (род джалаир, залаир, залайр); среди хори-бурят (в составе рода бодонгууд — хухур (ветвь, подрод) залаир (джалаир)); среди хамниган (род залайр, джалаир); среди баргутов (род джалаир), среди узонов (род залайр узон).
Кроме этого в Монголии проживают потомки полководца Мухали, происходившего из племени джалаиров. Они известны как представители рода мухулиг (гоо мухулиг). Представители родов гоо мухулиг кости жалаир, гоо мухулиг кости хотогойд, мухулиг кости хотогойд зарегистрированы на территории сомонов Батноров (город Бэрх) и Норовлин аймака Хэнтий. Род гоо мухулиг зафиксирован также в современном сомоне Халхгол Восточного аймака. В составе захчинов отмечен род мухлайнхан.
В Монголии проживают носители следующих родовых фамилий:
- Жалайр — зарегистрированы во всех аймаках Монголии[37];
- Мухлай — в Улан-Баторе и аймаках: Увс, Ховд, Орхон, Туве, Сэлэнгэ, Дархан-Уул, Уверхангай, Завхан, Дорноговь, Дорнод[38];
- Жалайр Айгар — в Улан-Баторе и аймаках: Говь-Алтай, Сэлэнгэ, Дархан-Уул, Орхон, Хэнтий и др.[39];
- Залайр — в Улан-Баторе и аймаках: Говь-Алтай, Орхон, Ховд, Туве, Дорноговь[40];
- Мухлайхан — в Улан-Баторе и аймаках: Ховд, Орхон, Дархан-Уул, Туве, Сэлэнгэ, Умнеговь[41];
- Мухлайнхан — в Улан-Баторе и аймаках: Ховд, Дархан-Уул, Увс , Орхон, Сэлэнгэ[42];
- Мухулай — в Улан-Баторе и аймаках: Орхон, Архангай, Сэлэнгэ[43];
- Жалир — в Улан-Баторе и аймаках: Туве, Хэнтий, Орхон, Баянхонгор, Дархан-Уул[44];
- Жалер — в Улан-Баторе и аймаках: Орхон, Сэлэнгэ, Говь-Алтай, Дархан-Уул[45];
- Жалайд — в Улан-Баторе и аймаке Дархан-Уул[46];
- Гоо Мухлай — в Улан-Баторе и аймаке Ховд[47];
- Жалаир — в Улан-Баторе и аймаке Говь-Алтай[48];
- Мухалай — в Улан-Баторе и аймаке Туве[49];
- Жалайри — в Улан-Баторе[50];
- Жалайр Хунтайж — в Улан-Баторе[51].

Среди форм этнонима джалаир упоминаются джалар, чжилар и чжалор, а среди родовых имён в Монголии известны также такие формы, как жалар, жилар и зилар.

### Джалаиры среди тюркоязычных народов

#### Джалаиры в составе казахского народа

Тамга жалайыров

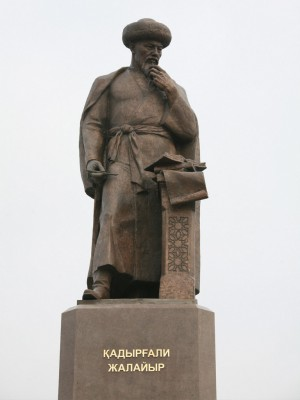
Памятник Кадыргали Касымулы Джалаири в Казахстане

Джалаиры вошли в состав казахов под именем «жалайыр». По преданиям казахов, это племенное название представляет собой имя законного сына матери всех родов Большой орды Юпар-Байбиче. Будто бы старший сын Ошакты явился от похоти её при виде одного проходившего мимо неё мужчины. Когда Ошакты родился, она сунула его в очаг; поэтому нашедшие ребёнка люди дали ему имя Ошакты. После этого она имела законного сына по имени Джалаир. Джалаир считался одним из потомков или ветвей уйсуна. А от Джалаира, было 2 сына: Сырманак и Чуманак. Причём от Чуманака пошли ветви: андас, мурза, кара-чапан, оракты, акбиюм, калпе, супатай; от Сырманака пошли: арык-тыным, байчыгыр, сыйырчы, балгалы и кайчылы. Есть ещё один род — кучуқ.
Джалайыр составляет часть Старшего жуза казахского народа. Проживают на территории Семиречья, южнее течения реки Каратал Алматинской области, и в Жамбылской области. В свою очередь, племя жалайыров делятся на две ветви — сырманак и шуманак. И состоит из родов — шерубай, андас, мырза, карашапан, оракты, акбуйым, калпе, сыпатай, арык тыным, сиырши, байшегир, балгалы, кайшылы, кушик.
Легенда о происхождении жалайыров гласит, что основатель этого рода, человек с именем Кабылан, будучи обладателем большой физической силы, умел отрывать гриву вместе с загривком коня, на его полному скаку, откуда и пошло сначала прозвище этого человека, а затем и название всего рода — «жал» (с каз.: загривок лошади), «айыр» (с каз.: «айр» — отрывающий); тем не менее такая легенда излагается ныне в самых различных и не всегда совпадающих интерпретациях.
- Уран (родовой (боевой) клич) — «Кабылан».
- Тамга (родовой символ) — «тарак».

Согласно расчётам Н. Э. Масанова, во второй половине XIX в. численность жалайыров составляла 100 тыс. человек (3,2 % от всех казахов). По сведениям М. Т. Тынышпаева, их число достигало 130 тыс. чел. Согласно А. Темиргалиеву, в 1911—1913 годах численность составляла 107 500 человек (2,2 % от всех казахов). По оценке Б. Р. Ракишева, современная численность жалайыров составляет 485 тысяч человек.
Среди жалайыр гаплогруппа C2-M217 составляет 41 %, C2b1a2 — 2 %, C2c1a1a1 — 1 %, N1a1a — 22 %, G2а-P15 — 4 %. Среди клана шуманак гаплогруппа С2-M217 составляет 61 %, а среди клана сырманак гаплогруппа N1a1a-M178 составляет 46 %. Жалайыры в составе казахов, согласно исследованиям М. К. Жабагина, генетически наиболее близки хамниганам. Жабагин в своей работе включил жалайыров в кластер казахских родоплеменных групп, которые находят генетическую близость с популяциями бурят Эхирит-Булагатского района, различных групп монголов, каракалпаков, хамниган, хазарейцев и эвенков.

#### Джалаиры в составе узбеков
Во второй половине XIII века группы джалаиров переселились в оазисы Среднеазиатского междуречья. В середине XIV века у каждого крупного племени в Мавераннахре был свой удел. Например, барласы жили в Кешском (Шахрисябзском) оазисе, джалаиры — в районе Ходжента и др.
Джалаиры упоминаются в составе 92 узбекских племён. В начале 1870-х годов узбеки-джалаиры жили в долине Зерафшана по обеим берегам Ак-дарьи, и только у Хатырчи доходили до правого берега Кара-дарьи. По их словам, они происходили от одного родоначальника — Сархан ата. Джалаиры Самаркандского региона делились на два отделения: кальчилы и балгалы. Преимущественно они были земледельцами. Жили в 34 кишлаках вместе с другими племенами. Всего их было 3,5 тысяч человек.

#### Джалаиры в составе других тюркских народов
Существуют исторические гипотезы, согласно которым часть сибирских татар (чатские татары) происходят от джалаиров — они основываются на том, что одно из подразделений джалаиров называлось джат (чат). Также есть сибирскотатарское село Салаирка (сибирскотат. 
Салайыр) в Тюменском районе Тюменской области.
Род джалайыр присутствует в составе киргизского племени солто. В Крыму известен ойконим Джалаир, с ногайцами связаны гидроним Джалаир и ойконим Джалар в Буджаке, с башкирами — гидронимы Зилаир, Урман-Зилаир и ойконим Зилаир. С джалаирами, по одной из версий, связано происхождение башкирского рода мурзалар. Племя джалаир и род джалаир племени ивалек известны в составе кураминцев. С джалаирами в составе ногайцев связана Ялоирская хоругвь в войске Великого княжества Литовского. В составе телесов известно племя чжиллэр, название которого, возможно, имеет общее происхождение с этнонимом джалаир.

### Джалаиры в составе хазарейцев
Джалаиры, осевшие в Афганистане, образовали одно из племён в составе хазарейцев.

### Джалаиры в составе тунгусо-маньчжурских народов
В составе маньчжуров известны родовые имена чжалаири и чжилар (чжилара), в составе эвенков — йолдагир, йолигир (йалигир).